# Oublier Palerme (film)
Pour les articles homonymes, voir Oublier Palerme.
Pour plus de détails, voir Fiche technique et Distribution.
Oublier Palerme (Titre original : Dimenticare Palermo) est un film italien de 1990, seizième long métrage dirigé par Francesco Rosi.

## Synopsis
Carmine Bonavia, fils d'immigrés siciliens, est candidat à la mairie de New York. Comme promesse électorale, pour en finir une fois pour toutes avec le problème de la drogue, il fait une proposition sensationnelle : sa légalisation pour pouvoir traiter la drogue comme un problème de santé publique. Pour mieux connaître la question, il décide de passer sa lune de miel à Palerme avec sa jeune épouse Carrie : logé dans un hôtel luxueux, il visite les plus beaux monuments de la ville, mais il se rend compte aussi de leur dégradation. Et voici que la mafia, très gênée par sa campagne, qui la priverait de son commerce le plus lucratif, essaie à tout prix de le coincer et l'implique finalement dans le meurtre (soigneusement mis en scène) d'un jeune vendeur de jasmin à la sauvette, avec lequel Carmine peu de temps auparavant s'était disputé. L'affaire risque de compromettre les projets électoraux de Carmine, puisqu'il est accusé d'homicide avec préméditation.
Carmine redoute la vengeance de la mafia, mais sur les conseils d'un vieux prince qui vit reclus à l'hôtel, il rencontre dans une villa hors de la ville un puissant parrain sicilo-américain, qui lui explique les « dégâts » qu'il causerait à Cosa Nostra et lui propose un arrangement : si Carmine renonce à libéraliser la drogue, on fera alors paraître des preuves photographiques qui le laveront de l'accusation d'homicide sur le jeune homme. Carmine accepte, mais une fois acquitté et rentré à New York, il confirme sa volonté de persévérer dans son objectif. Il se fait abattre.

## Fiche technique
- Titre : Oublier Palerme
- Titre québécois : Pour oublier Palerme
- Titre original : Dimenticare Palermo
- Réalisation : Francesco Rosi
- Scénario : Tonino Guerra, Francesco Rosi et Gore Vidal
- D'après le roman Oublier Palerme d'Edmonde Charles-Roux paru en 1966 (Prix Goncourt)
- Musique : Ennio Morricone
- Photographie : Pasqualino De Santis
- Montage : Ruggero Mastroianni
- Genre : thriller
- Durée : 100 minutes
- Pays d'origine :  Italie,  France
- Date de sortie : 
  - France : 14 février 1990

## Distribution
- James Belushi : Carmine Bonavia
- Mimi Rogers : Carrie
- Joss Ackland : le mafieux
- Philippe Noiret : Gianni Mucci, directeur de l'hôtel
- Vittorio Gassman : le prince reclus
- Carolina Rosi : la journaliste
- Harry Davis
- Marco Leonardi
- Ronald Yamamoto : le directeur de campagne
- Marino Masè
- Vyto Ruginis : Ted
- Stefano Madia
- Tiziana Stella
- Luigi Laezza
- Salvatore Borghese
- Claudia Lawrence (it)
- Peter Hintz
- Beatrice Ring
- Edwin Methews
- Michael Gill (en)

## Tournage
- Le film est notamment tourné à l'Albergo delle Palme (Grand Hôtel des Palmes) de Palerme.